# Christella dentata
Christella dentata là một loài thực vật có mạch trong họ Thelypteridaceae. Loài này được (Forssk.) Holttum mô tả khoa học đầu tiên năm 1974.